# Přeslen
Přeslen (latinsky verticillus) je vyrůstání tří nebo více listů, větví nebo květů z jedné uzliny (kolénka) stonku.

## Pravý přeslen

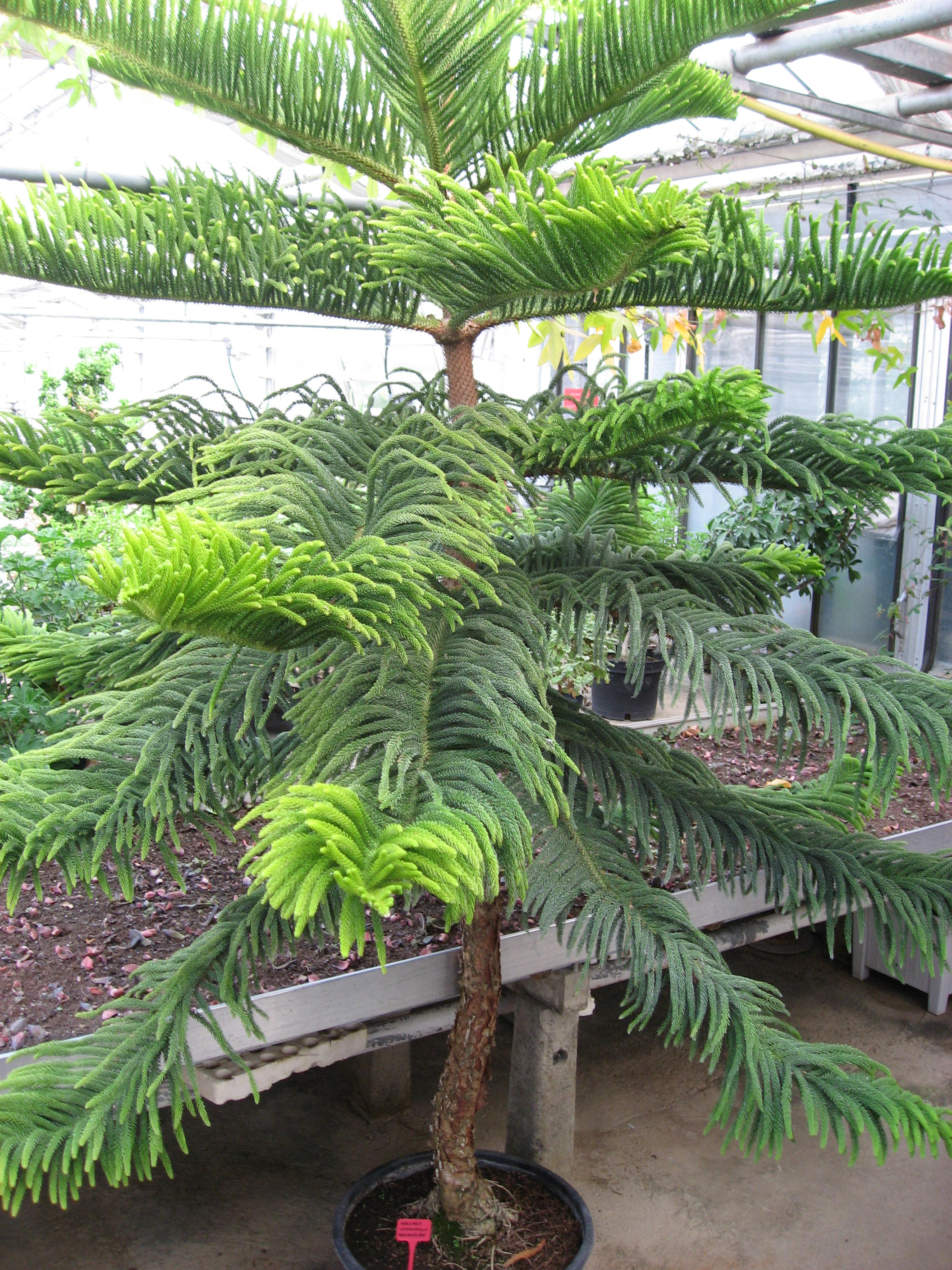
Přeslen větví blahočetu (Araucaria heterophylla)

Pravý přeslen může být podle počtu vyrůstajících jednotek trojčetný, čtyřčetný... mnohočetný. U většiny jehličnanů vyrůstají větve v přeslenech, každý rok přiroste jedna řada. Proto lze u mladých stromků ovětvených odspodu spočítat přibližné stáří.
Do přeslenu jsou seřazeny také listeny některých rostlin, jako např. sasanka pryskyřníkovitá  nebo tyčinky (např. liliovité) a plodolisty (např. šmelovité) květů.
Přesleny mívají i celá květenství palem, 5 až 6 trojčetných. Z toho 2 náležejí obalu (kalichu a koruně), 2 tyčinkám a 1 až 2 plodolistům.
O přeslenech hovoříme i u nižších rostlin. Například sladkovodní ruducha (Rhodophyta) žabí símě (Batrachospermum) má na hlavní stélce mnohé přesleny postranních větévek.

## Nepravý přeslen
Mnohdy se za přeslen (dvoučetný, nepravý) považuje i uspořádání dvou vstřícných listů, když splňují tyto podmínky:
- listy vyrůstají z jedné uzliny proti sobě, jsou vzájemně posunuty o 180°,
- listy v následující uzlině vyrůstají také proti sobě, ale jsou oproti předešlým listům posunuty o 90°, tj. vyrůstají v mezeře mezi předchozími. Časté u rostlin hluchavkovitých.

## Galerie

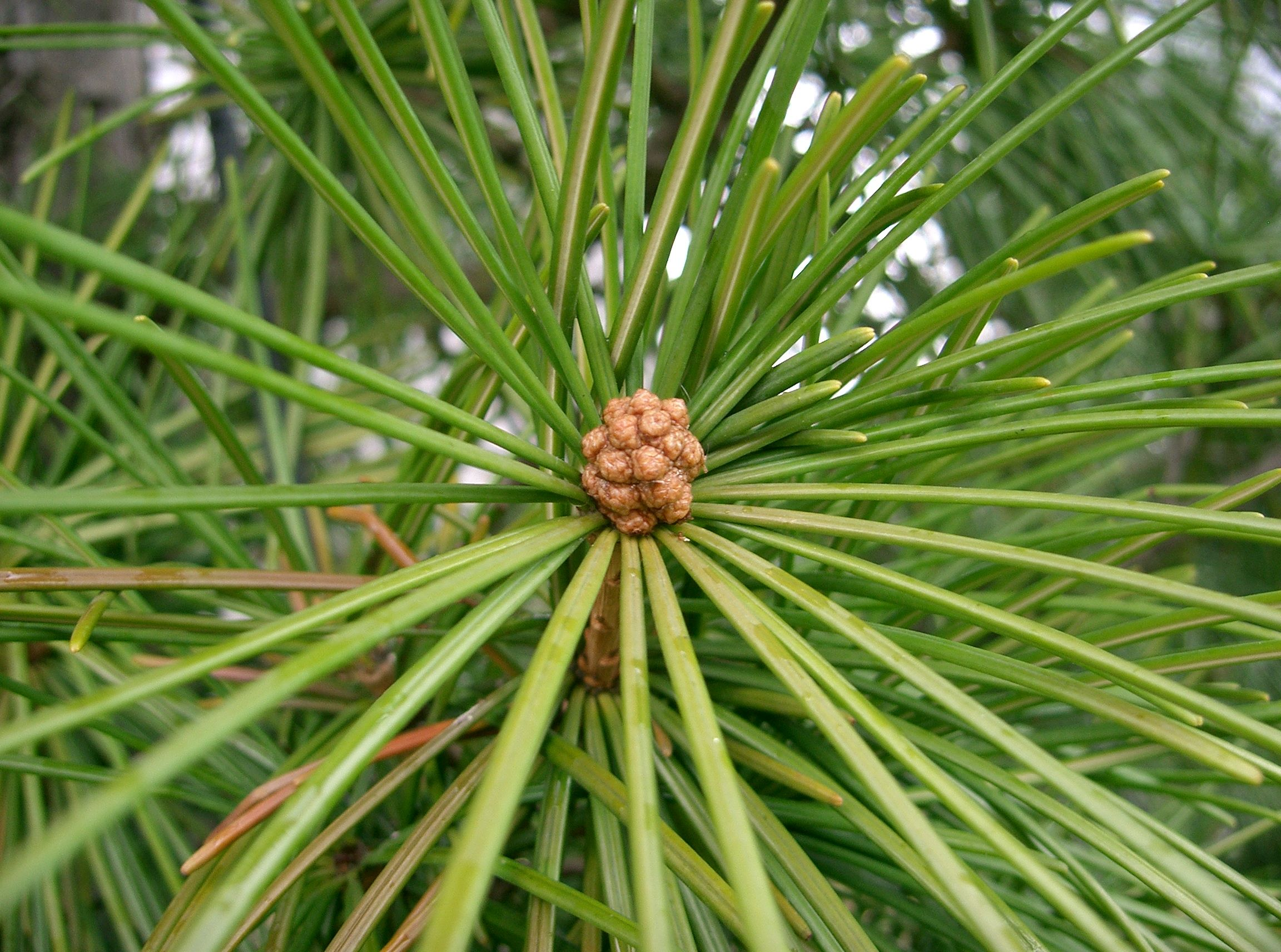
Jehlice v přeslenu u pajehličníku přeslenatého (Sciadopitys verticillata)
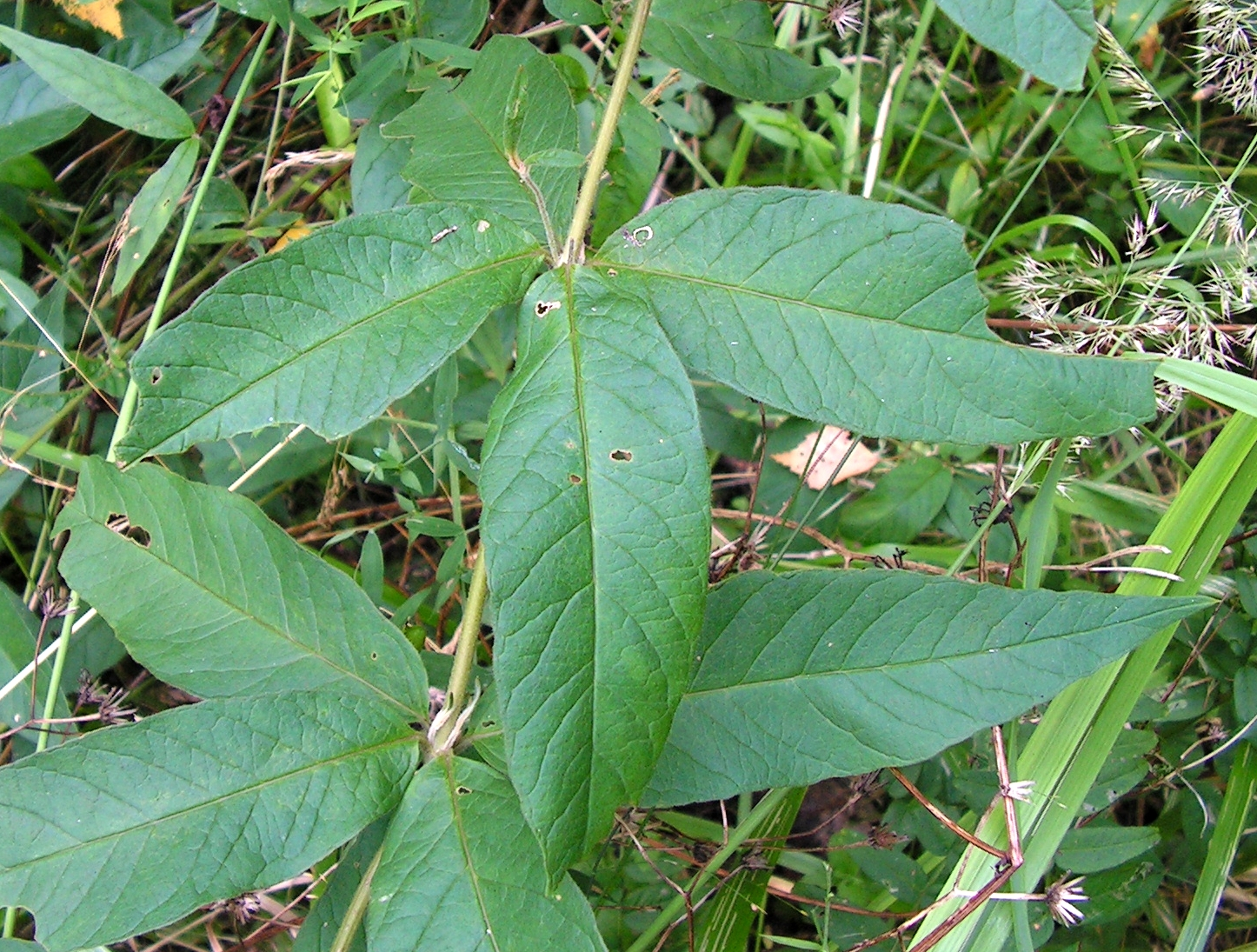
Čtyřčetný přeslen listů vrbiny (Lysimachia vulgaris)
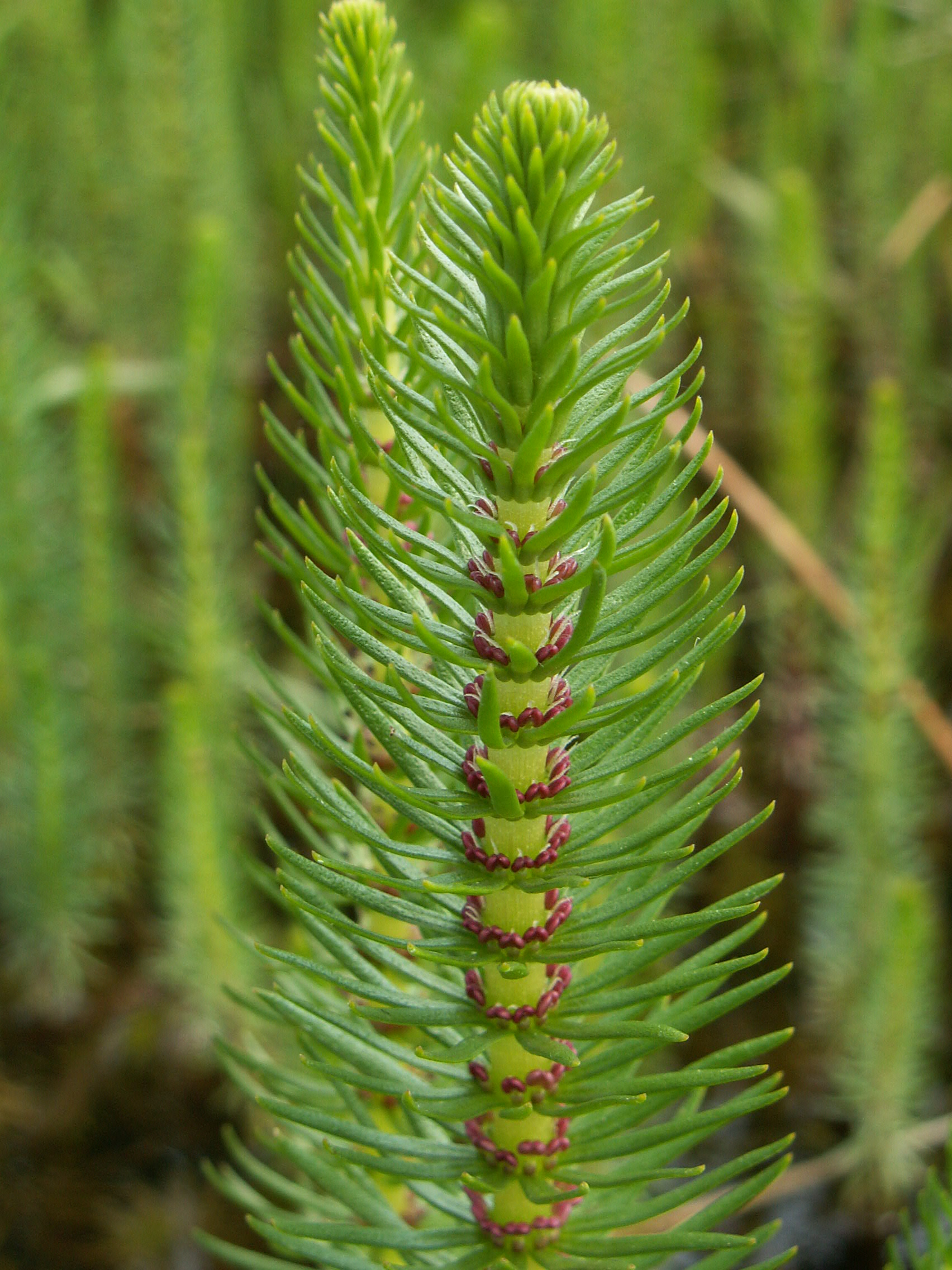
Mnohočetné přesleny listů prustky (Hippuris vulgaris)
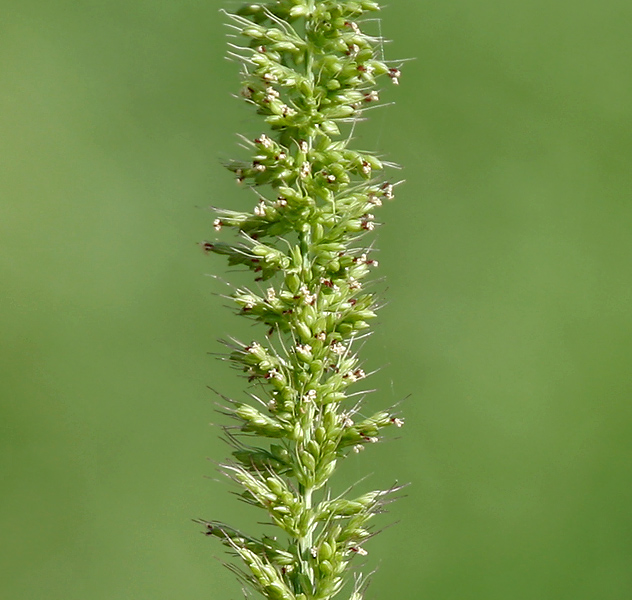
Mnohočetné přesleny květů béru (Setaria verticillata)
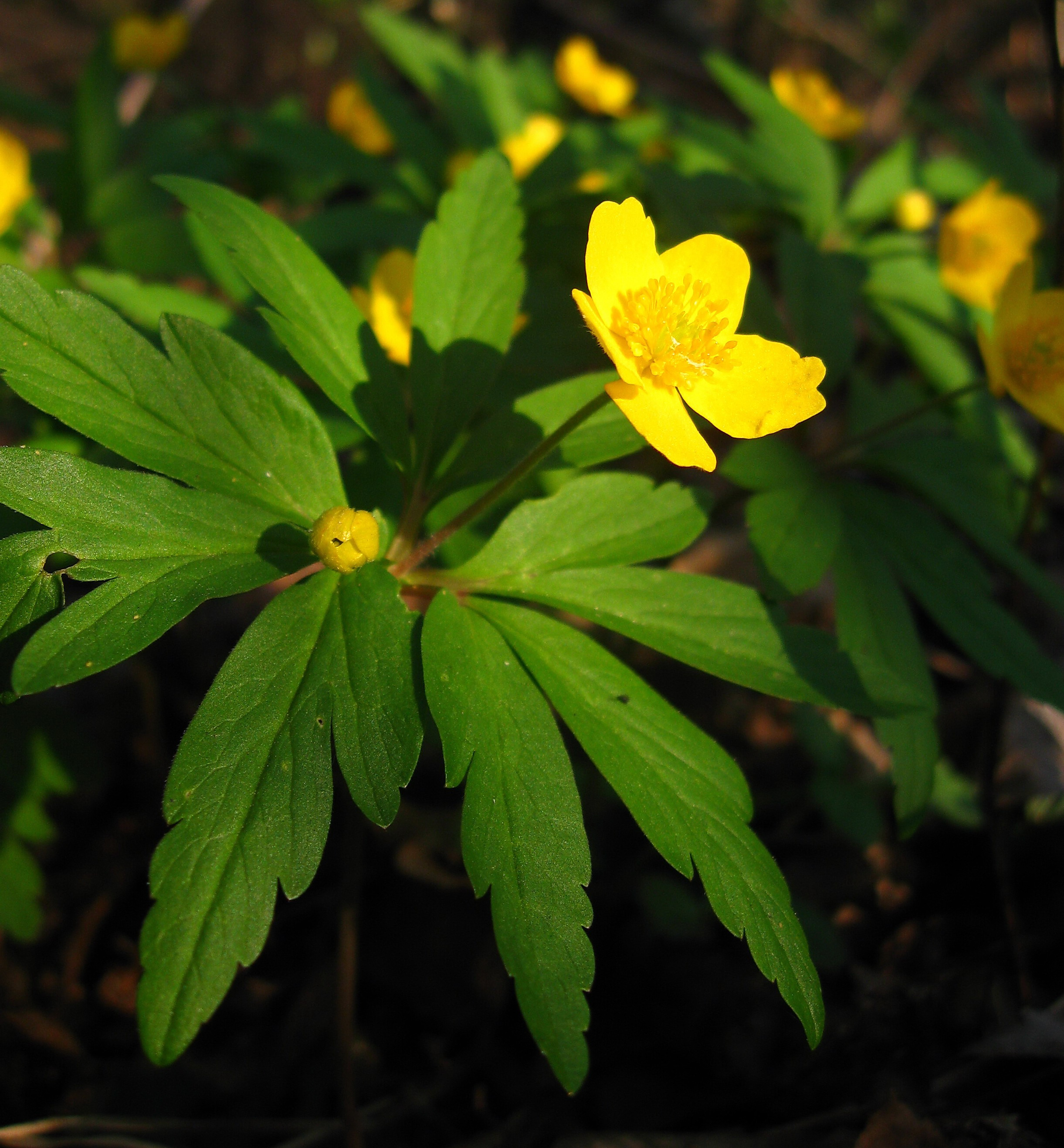
Přeslen listenů u sasanky (Anemonoides ranunculoides)
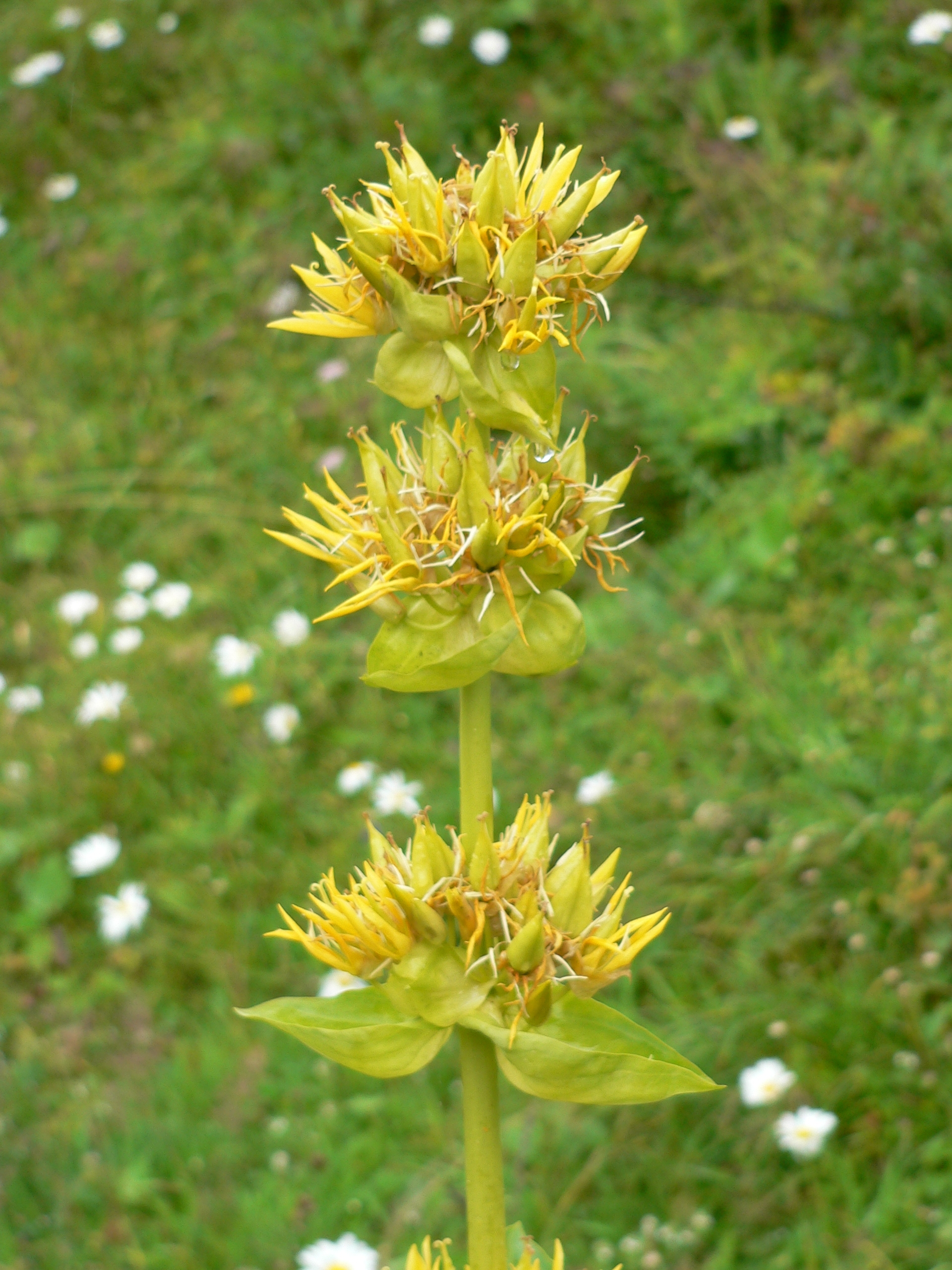
Mnohočetné přesleny listů a květů hořce (Gentiana lutea)
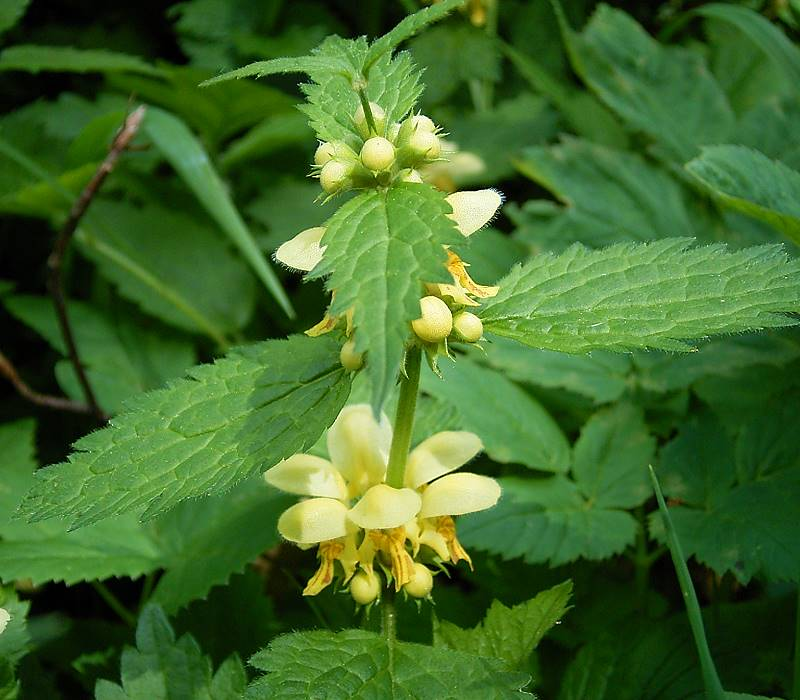
Nepravý dvoučetný přeslen listů hluchavky s přesleny květů (Lamium galeobdolon)